# 荆江分洪工程
荆江分洪工程位于湖北省长江南岸的荆州市公安县境内。是中国政府为确保江汉平原和武汉市的安全，兴建的一项大型水利工程。1950年批准建设。1952年进行工程建设，用时75天，于6月20日完工。
业主为湖北省荆江分蓄洪区工程管理局（简称“荆管局”），辖埠河管理所、斗湖堤管理所、夹竹园管理所、闸口管理所、杨厂管理所、麻豪口管理所、藕池管理所、黄山头管理所、升船机管理所、运输大队（分洪时的人员疏散船队）、防汛机动抢险队、杨厂渡口管理所等基层单位。

## 荆江分蓄洪区技术概况
荆江分蓄洪区是新中国成立后兴建的第一个大型水利工程，由荆江分洪区、涴市扩大分洪区、虎西预备蓄洪区和人民大垸蓄滞洪区组成，总面积1444平方公里，有效蓄洪量80.6亿立方米，跨公安县、松滋市、荆州区、监利县等县市区，总人口91.3万。长江中下游干流沿岸蓄滞洪区工程共42处，总面积约1.2万平方公里，区内耕地711.8万亩，人口632万人，有效蓄洪容积约589.7亿立方米，近乎是3个三峡水库蓄水量。
现行长江防御洪水方案于2015年8月获国务院批复，方案规定长江干流主要控制站防洪控制水位为：沙市45米、城陵矶为34.4米，汉口29.73米；按河段行洪能力，沙市约53000立方米每秒，城陵矶约60000立方米每秒，武汉约73000立方米每秒。如果荆江河段发生百年一遇以上、千年一遇以下洪水时，利用三峡等水库联合拦蓄洪水，控制枝城最大流量不超过80000立方米每秒，视实时水情工情，将依次启用荆江分洪区、涴市扩大分洪区、虎西预备蓄洪区及人民大垸蓄滞洪区分蓄洪水，控制沙市水位不超过45米，“保证荆江两岸干堤防洪安全，防止发生毁灭性灾害”。

### 荆江分洪区
该工程影响面积有921.34平方公里，可蓄洪水约54亿立方米。分洪区内设计水位线为42米。主体工程由位于公安县北部埠河镇太平口的一座1054米长的54孔进洪闸(北闸)，设计进洪流量为8000立方米每秒，业主为荆州市长江河道管理局北闸管理所；南部的黄山头一座336米长的32孔节制闸(南闸)，一条208公里长的分洪区围堤组成。另有11处27.8km长的扒口进泄洪水。除分洪外，平时还可发挥灌溉、养殖等效益，分洪区可作耕作之用。荆江分洪区内的8个乡镇167个行政村、3个直属农、林、渔场和7个社区，现居住61.53万人，其中21万人居住在19个安全区，分洪时30万人随时可转移到安全区，剩余10万人要转移到松滋、石首、荆州等地。区内用于安置转移群众的19个用围堤围起的安全区和87个安全台。淹水深7至10米。由于首先运用、预见期（48h，考虑不利因素实际24h）短，国家优先重点分洪工程安全建设，从1963年至2002年投资2.6亿元，主要有移民安置工程（外迁移民、本地移居、分洪外转、临时避洪）、转移工程、通信工程。陆续建成36.8万㎡安置房、246栋避水楼、113条碎石转移路、369座钢筋混凝土桥梁、升船机一台，形成了较完善的转移安置体系，为实现“快速转移、妥善安置”的目标。

### 涴市扩大分洪区
位于荆州区和松滋市境内，于1963年至1965年间建成，由荆南长江干堤、虎西支堤、涴市隔堤围成，面积96平方公里，有效蓄洪2亿立方米，目前居住5.65万人。

### 虎西预备蓄洪区
位于公安县境内，由虎西干堤、山岗隔堤围成，面积92.38平方公里，有效蓄洪3.8亿立方米，目前居住4.69万人。

### 人民大垸蓄滞洪区
位于石首市、监利县境内，于1957年至1958年间建成，由荆江大堤、柳杨支堤围成，面积341平方公里，有效蓄洪21.1亿立方米，目前居住19.18万人。

### 1952年汛前突击建设

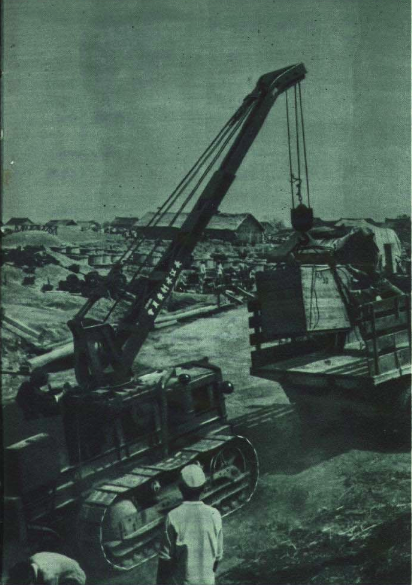
1952 荆江分洪工程

## 历史

### 成立荆江县
1953年4月5日，中央人民政府政务院(53)政政字第五十五号批复设立荆江县，暂定为丙等县；4月13日湖北省政府发出奉政务院批准成立荆江县的通知。1953年5月，经湖北省政府批准，又将虎西备蓄区内的公安县第五区（孟家溪）的大至岗、毛店、章田、刻木、黄台、长河、大同、溜子、沙口市等9个乡划归荆江县管辖。至此，荆江县面积达到1104.6平方公里。

### 荆江分洪第二期工程建设
1952年11月到1953年1月，荆江县委、县政府协助荆江分洪工程总指挥部做好荆江分洪第二期工程的施工，包括动员组织群众参加分洪区围堤的培修、虎西备蓄区西堤的修筑、围挽安全区和安全台，扒毁分洪区内隔堤等。1953年3月至6月，县委、县政府协助荆江分洪移民委员会组织动员分洪区群众大规模移民，在向江北的人民大垸移民6.5万人的同时，还向安全区和安全台移民17.5万人。

### 1954年长江特大洪水分洪运用
1954年3月至6月，荆江县长期阴雨，分洪区农田受渍面积45.86万亩，占农田面积的74.9%。
1954年7月，长江遭遇特大洪水，枝城最大流量71900立方米/秒北闸打开，4400立方米/秒的流量，在闸后下游冲成一道深泓，进入广袤的分洪区沃野。经党中央、政务院批准，按照荆江分洪总指挥部的命令，荆江分洪区先后7月22日、7月29日和8月1日三次开闸分洪。208公里围堤上，每2公里一堆的柴火堆相继点燃。 8月4日，“虎东干堤闸口以下十公里漫溢，虎西干堤全线漫溢。”从7月22日2时20分闸门开启至9月2日22时30分闸门全部关闭，荆江分洪工程共调蓄荆江超额洪水122.6亿立方米，最大削峰14.9%，降低沙市水位0.96米，减少入洞庭湖水量总计54.219亿立方米，使荆江大堤安全渡过汛期。8月7月湖北省长刘子厚亲自下达电话命令，当夜22时枝江县百里洲掘口分洪，转移35400人耕牛770头，进洪量9200m3/s，接纳洪水40亿m3，刘巷水位由47.29米降至警戒线下，9月初堵口复堤。1954年8月22日，沙市水位退落到42.70米时，关闭进洪闸。
分洪后，荆江县全力安排好群众生活，供应粮食21193万斤，组织供应冬播种子150万斤，抢播冬季农作物36万多亩。发放救济款和农作物补助款500万元。组织医疗队25个，在安全区（台）开展防病治病。由于荆江分洪区地势低洼、排灌能力不足，“截止12月中旬，依然还有25%的耕地未能退出。”乡亲们不得不拿块板子铺在来不及抽干水的淤泥上，身背小麦和豌豆匍匐着，一只手撑着滑向前，另一只手播种。1954年冬至1955年春，全县遭受历史上罕见的冰冻灾害，境内陆地、河流、湖泊普遍结冰，给居住在安全区（台）群众的生活造成极大困难。县委、县政府在党和政府的高度重视及兄弟县的大力支援下，持续开展抗灾防寒工作，除按月定量供应粮食等生活物资外，下发棉衣棉被17130件（床），救济款和贷款280万元。
1955年3月，中国共产党中央委员会主席毛泽东题词祝贺1954年抗洪胜利：“庆贺武汉人民战胜了1954年的洪水，还要准备战胜今后可能发生的同样严重的洪水。”

### 荆江县并入公安县
1955年4月6日，根据国务院的指示精神，湖北省人民政府发布《关于调整若干县市行政区划建制的命令》，决定将荆江县并入公安县。   

### 1998年长江特大洪水预备分洪人员大转移
1998年夏，长江流域再次出现全流域特大洪水，荆江段沙市水位高出1954年洪水水位0.55米，达到45.22米，长江堤防随时有可能溃口。8月6日下午3时，公安县接到国家防总分洪转移命令。荆江分洪区处于准备运用状态近一个月时间，但最后并未正式运用。
虎渡河北闸之外的拦淤堤，“九八抗洪预埋炸药现场纪念碑”在立。

### 近期工程建设
2017年，为完善荆江分蓄洪区水利基础设施，国家启动分蓄洪区近期重点项目建设，工程总投资5.37亿元，建设内容包括新建分洪口门、安全转移路、堤顶道路，完善通讯预警网络等。截止2019年底，已完成投资4.6亿元，整个工程将2020年6月全部完工。